# 電リク'75
電リク'75（でんリクななじゅうご）は、1975年10月6日から1977年4月1日まで文化放送で放送されていた、電話リクエストを中心としたラジオ番組。放送時間は毎週月曜日〜金曜日 18:30〜20:00。
本番組は1976年、1977年にもわたって放送されており、番組名は年が変わるごとに「電リク'76」（ - ななじゅうろく）、「電リク'77」（ - ななじゅうなな）と年数が変わった。

## 概要
当時の文化放送では若者向けの各番組において「ロックを独り占めしよう」を呼び掛けてロックを大々的に紹介しようと「ロキュペーション運動」を実施しており、その一環で本番組も前番組『ハローパーティー』に代わってスタート。生放送のワイド番組で、当時東京・四谷（若葉）にあった文化放送本社スタジオと、新宿住友ビルディング47階にあった「スカイルーム」を結ぶ二元中継を行っていた。なお当時は文化放送のナイター中継は土曜・日曜の『文化放送ジャイアンツナイター』（後の『文化放送ホームランナイター』）のみで、平日にはナイター中継枠を設けていなかった。
1976年4月からは学業専念などの理由で一時活動休止していたあのねのねが活動再開とともに本番組に木曜パーソナリティとして登板。それまでの木曜パーソナリティだった梶原茂はコーナー担当に回った。

## パーソナリティ
- 月曜日：せんだみつお ※前番組『ハローパーティー』（月・火曜担当）から続投。
- 火曜日：井上順
- 水曜日：愛川欽也
- 木曜日（初代）：梶原茂 （当時文化放送アナウンサー）
- 木曜日（2代目）：あのねのね
- 金曜日：山田パンダ

## 主なコーナー
（）
- タワーリング・リクエスト
- 今日の切り札・トップスター47
- ニューディスク・フラッシュ
- ミュージック・オン・スクリーン
- ヤングホットライン47 （1976年3月まで）
- 梶原茂のリクエストで突込め （1976年4月から）
- 今日の特集
- テレフォンアンケート
- 今日のベスト8